# Hydralazine
L'hydralazine est un relaxant du muscle lisse, très semblable à la dihydralazine, de la classe des hydrazinophtalazines (en) utilisé pour traiter l'hypertension artérielle en agissant comme vasodilatateur essentiellement sur les artères et les artérioles. En relâchant les muscles lisses vasculaires, les vasodilatateurs font décroître la résistance périphérique, ce qui fait également décroître la pression artérielle ainsi que la post-charge. Ceci n'a cependant qu'un effet limité dans le temps sur la pression artérielle car l'organisme rétablit une pression artérielle élevée, nécessaire à la natriurèse. L'effet à long terme des hypertenseurs provient de leur action sur la courbe de natriurèse de pression.

## Utilisation et effets secondaires
L'hydralazine n'est pas utilisée comme traitement de première intention contre l'hypertension car elle provoque une stimulation sympathique réflexe sur le cœur (le réflexe barorécepteur). Cette stimulation sympathique peut accélérer la fréquence cardiaque et le débit cardiaque, ce qui, chez les patients atteints de maladies coronariennes, peut conduire à l'angine de poitrine et à l'infarctus du myocarde. L'hydralazine peut également augmenter la concentration de rénine dans le plasma sanguin, d'où une hydropisie. Afin de prévenir ces effets indésirables, l'hydralazine n'est généralement prescrite qu'en association avec un bêta-bloquant (le propanolol, par exemple) et un diurétique.
L'hydralazine est utilisée contre l'hypertension sévère mais pas en première intention contre l'hypertension essentielle. Cependant, elle est utilisée en première intention dans les cas d'hypertension artérielle gravidique, en association avec la méthyldopa. Elle s'est également montrée efficace contre des syndromes myélodysplasiques grâce à son effet inhibiteur des ADN méthyltransférases.
L'hydralazine prise par voie orale est presque entièrement absorbée, mais sa biodisponibilité après un premier passage dans le foie n'excède pas 25 à 30 %. Les concentrations plasmatiques maximales sont atteintes entre une demi-heure et deux heures, l'effet se prolongeant pendant deux à six heures. Elle est dégradée à 90 % dans le foie par hydroxylation et N-acétylation. Les métabolites et l'hydrazine non métabolisée sont excrétés par le rein.
Les effets secondaires possibles sont : tachycardie réflexe, anorexie, nausées, vomissements, diarrhée, constipation, œdème, rhinite et, plus rarement, lupus érythémateux disséminé. Par conséquent, il est déconseillé aux personnes soufrant de tachycardie, d'insuffisance cardiaque, de péricardite constrictive, de lupus, d'anévrisme aortique ou de porphyrie.

## Mode d'action
L'hydralazine se lie et active les canaux potassiques des myocytes des muscles lisses vasculaires, ce qui conduit à la dépolarisation membranaire de ces cellules. Ceci empêche la contraction musculaire du muscle lisse, qui est régie par les ions de calcium, d'où la vasodilatation. Cette dernière induit cependant le baroréflexe, d'où une tachycardie et une vasoconstriction. C'est la raison pour laquelle l'hydralazine n'est pas en mesure de contrôler seule l'hypertension, mais est généralement administrée en association avec un bêta-bloquant pour limiter le baroréflexe.
L'hydralazine n'induit pas de vasodilatation in vitro car elle requiert le monoxyde d'azote de l'endothélium pour agir, ce qui fait qu'elle n'agit qu’inin vivo avec un endothélium fonctionnel.
Il est également possible qu'elle agisse en activant les facteurs induits par l’hypoxie.

## Divers
L'hydralazine fait partie de la liste des médicaments essentiels de l'Organisation mondiale de la santé (liste mise à jour en avril 2013).